# Track Top-40
Track Top-40 (eller Tracklisten Top 40) er den officielle danske top 40 single-hitliste, der offentliggøres hver torsdag midnat på Hitlistens hjemmeside. Listen kombinerer de 40 mest populære sange fra lovligt download af musik, salg af musiksingler på enten CD eller vinyl, samt streaming af tracks. Data er indsamlet af M&I Service på vegne af IFPI Danmark.

## Historie
Den første officielle danske singlehitliste udkom i slutningen af april 1965. Frem til slutningen af februar 1969 udkom den månedligt, derefter ugentligt.
I en periode fra 1973 til 1978 slog man single og albums sammen i en hitliste. I løbet af denne periode overhalede albummet singlen som det mest solgte format.
Op gennem 1980'erne og 1990'erne blev der fortsat lavet singlehitlister, men i hovedreglen solgtes enkelthits enten som en del af den pågældende kunstners album eller på et opsamlingsalbum med tidens hits. Disse opsamlingsalbums/compilations blev til gengæld solgt i store oplag og lå ofte højt placeret på albumhitlisten.
I 1990'erne, hvor cd'en for alvor havde afløst vinylpladen, svandt singlesalget ind til næsten ingenting, og singlehitlisten havde derfor ikke nogen større betydning. Det havde til gengæld stemmebaserede radiohitlister såsom Danmarks Radios Tjeklisten, Det Elektriske Barometer og Dansktoppen.
I takt med, at musikbranchen fik etableret velfungerende musiktjenester fra 2005 og frem har singlen atter vundet positionen som det primære musikformat. Dette afspejles fint af relanceringen af singlehitlisten i oktober 2007, hvor den blev omdøbt til Tracklisten.
Den bedste illustration af, hvordan singlen er vendt tilbage, er de ændrede regler for tildeling af guld-og platinplader. I 2003 skulle der blot sælges 4000 singler for at få en guldplade. I 2012 er kravet 15.000 singler, dvs. både downloads og fysiske single-cd'er. Omvendt er kravet for salg af albums halveret fra 20.000 til 10.000.

### 1965–1993
I hele denne periode var de officielle hitlister baseret på indsalg, det vil sige antal leverede bestillinger fra pladeselskab til butik. Dette medførte tilbagevendende diskussioner om hitlisternes pålidelighed. I 1986 lancerede Ekstra Bladet på den baggrund deres egen hitliste i direkte kamp mod den officielle hitliste, som siden 1977 var blevet gengivet i BT. Deres var i stedet baseret på stikprøver af faktuelt salg. Det samme var Danmarks Radios salgshitlister fra perioden 1988-1993.

### 1993–2001
Fra 1993 overtog analyseinstituttet AC Nielsen opgørelsen af hitlisterne. Deres opgørelser var baseret på faktuelt salg via stregkoderegistreringer. I lyset af det lave salg af singler var singlehitlisten dog sekundær, og i en længere periode blev den kun opgjort månedligt.

### 2001–2007: Hitlisten
1. januar 2001 blev den danske Singlehitliste relanceret på Internettet. Efterhånden som det blev muligt at downloade musik på Internettet, blev disse køb også indregnet.

### 2007–nu: Tracklisten/Track Top-40
Den 2. november 2014 blev Singlelisten relanceret som Tracklisten, og inkluderer salg af singler på formaterne CD, vinyler og digitale downloads. Listen blev samtidig udvidet fra 20 til de 40 mest populære sange. Desuden blev hitlisterne Top-20 og en Download Top-20 nedlagt, da disse nu er dækket af Tracklisten.
Fra og med den 21. november 2014 er streaming også integreret i Tracklisten, hvor 100 streams svarer til ét downloaded track. Listen Streaming Top-20 blev desuden nedlagt.

## Statistik

### Flest nummer ét-singler
Listen indeholder kunstnere (som soloartist eller featuring) der har opnået flest nummer ét-singler, siden IFPI begyndte at opgøre single-hitlisten i 1994:
| Total | Kunstner       |
| ----- | -------------- |
| 15    | Justin Bieber  |
| 13    | Medina         |
| 11    | Gilli          |
| 8     | Lukas Graham   |
| 8     | Gulddreng      |
| 7     | Rihanna        |
| 6     | Rasmus Seebach |

### Flest uger som nummer ét
Listen indeholder singler der har tilbragt 10 uger eller flere på hitlisten opgjort af IFPI.
| Position | Artist                                             | Single                                                                 | År            | Uger |
| -------- | -------------------------------------------------- | ---------------------------------------------------------------------- | ------------- | ---- |
| 1        | Trine Dyrholm                                      | "Avenuen"                                                              | 2005/06/07    | 62   |
| 2        | Kim Larsen & Bellami                               | "Tarzan Mamma Mia"                                                     | 1989/90       | 30   |
| 3        | Elton John                                         | "Candle in the Wind 1997" / "Something About the Way You Look Tonight" | 1997/98       | 17   |
| 3        | Luis Fonsi featuring Daddy Yankee og Justin Bieber | "Despacito"                                                            | 2017          | 17   |
| 4        | Bryan Adams                                        | "(Everything I Do) I Do It for You"                                    | 1991          | 16   |
| 4        | Wham!                                              | "Last Christmas"                                                       | 2018/20/21/23 | 16   |
| 5        | Christian                                          | "Du kan gøre hvad du vil"                                              | 2001          | 15   |
| 5        | Ed Sheeran                                         | "Shape of You"                                                         | 2017          | 15   |
| 5        | Tobias Rahim og Andreas Odbjerg                    | "Stor mand"                                                            | 2021/22       | 15   |
| 6        | Basshunter                                         | "Boten Anna"                                                           | 2006          | 14   |
| 7        | Rednex                                             | "Cotton-Eyed Joe"                                                      | 1994          | 13   |
| 7        | Gobs                                               | "Tak for sidst"                                                        | 2023          | 13   |
| 8        | Erasure                                            | "Abba-esque"                                                           | 1992          | 12   |
| 8        | Bryan Adams, Rod Stewart og Sting                  | "All for Love"                                                         | 1994          | 12   |
| 8        | Timbaland featuring D.O.E. og Keri Hilson          | "The Way I Are"                                                        | 2007          | 12   |
| 8        | Lizzie                                             | "Ramt i natten"                                                        | 2008          | 12   |
| 9        | Madonna                                            | "Like a Prayer"                                                        | 1989          | 11   |
| 9        | Rockrosinen & Pølseenderne                         | "Mogensen Mix"                                                         | 1990          | 11   |
| 9        | Ace of Base                                        | "All That She Wants"                                                   | 1992          | 11   |
| 9        | Snow                                               | "Informer"                                                             | 1993          | 11   |
| 9        | Eiffel 65                                          | "Blue (Da Ba Dee)"                                                     | 1999          | 11   |
| 9        | Safri Duo                                          | "Played-A-Live (The Bongo Song)"                                       | 2000/01       | 11   |
| 9        | Elvis vs. JXL                                      | "A Little Less Conversation"                                           | 2002          | 11   |
| 9        | Team Easy On                                       | "De skal have baghjul nede i Touren"                                   | 2004          | 11   |
| 9        | Anna David                                         | "Fuck dig"                                                             | 2005          | 11   |
| 9        | Tobias Rahim                                       | "Mucki Bar"                                                            | 2022          | 11   |
| 10       | EM-holdet                                          | "En for alle"                                                          | 1988          | 10   |
| 10       | Coolio featuring L.V.                              | "Gangsta's Paradise"                                                   | 1995/96       | 10   |
| 10       | Babylon Zoo                                        | "Spaceman"                                                             | 1996          | 10   |
| 10       | Spice Girls                                        | "Wannabe"                                                              | 1996          | 10   |
| 10       | Cher                                               | "Believe"                                                              | 1998/99       | 10   |
| 10       | Shakira                                            | "Whenever, Wherever"                                                   | 2000          | 10   |
| 10       | Rollo & King                                       | "Ved du hvad hun sagde?"                                               | 2002          | 10   |
| 10       | Wiz Khalifa featuring Charlie Puth                 | "See You Again"                                                        | 2015          | 10   |
| 10       | OMI                                                | "Cheerleader"                                                          | 2016/17       | 10   |
| 10       | Post Malone featuring 21 Savage                    | "Rockstar"                                                             | 2017          | 10   |
| 10       | Tobias Rahim                                       | "Feberdrømmer Xx Dubai"                                                | 2022          | 10   |
| 10       | Miley Cyrus                                        | "Flowers"                                                              | 2023          | 10   |

### Andre rekorder
Michael Jackson har rekorden for flest singler i en uge på Track Top-40 i uge 28 i 2009, med 15 singler. hvilket var umiddelbart efter hans død. Udover dette skrev han også ugens # 18 "We Are the World" sammen med Lionel Richie, hvilket giver ham 16 singler på hitlisten. Ingen af singlerne var dog nummer et. I uge 41 2018 gentog Kim Larsen bedriften med 15 singler på listen